# Michele IV di Alessandria
Papa Michele IV, noto anche come Chail IV (in arabo egiziano ميخائيل الرابع; Egitto, ... – Egitto, 25 maggio 1102), è stato il 68º papa della Chiesa ortodossa copta. È venerato come santo dalla Chiesa copta.
Inizialmente era monaco nel monastero di San Macario il Grande. Successivamente andò in un posto vicino a Singar, dove visse in una grotta per più di 20 anni.
Il 12 paopi 809 (9 ottobre 1092), fu ordinato papa della Chiesa ortodossa copta. Era noto per il suo amore per i poveri e i bisognosi e per aver speso i soldi della chiesa per pagare l'ìmposta chiamata jizya per quei copti che non potevano permettersi di pagarla, in modo che potesse rimanere cristiani.
Lo storico arabo al-Makin è citato dagli storici successivi per il racconto secondo cui Papa Michele IV fece un viaggio in Etiopia per chiedere all'imperatore di quel paese di consentire al Nilo di inondare ai suoi livelli normali, il che avrebbe posto fine all'attuale carestia. Trimingham la derubrica come una leggenda.
Michele IV morì il 30 pashons 818 AM (25 maggio 1102) dopo essere rimasto sul trono di san Marco per 9 anni, 7 mesi e 17 giorni.